# Chabua (província)
Chabua  (em árabe: شبوة; romaniz.: Shabwa(h)) é uma província (moafaza) do Iêmen. Em janeiro de 2004, possuía uma população de 466 889 habitantes.

## História
Chabua foi mencionado nos textos do antigo Musnade como a capital do antigo Reino de Hadramaute e foi colonizada pelos reinos de Quinda e Madije após sua queda pelas mãos de Xamar Iarixe do Reino Himiarita. 
Durante a Guerra Civil Iemenita em 2015, a província tornou-se um campo de batalha. A batalha, conhecida como Campanha Chabua, terminou em 15 de agosto de 2015, depois que forças leais ao governo de Abd Rabbuh Mansur Al-Hadi derrotaram os rebeldes hutis. 

## Distritos
- Distrito de Aim
- Distrito de Talhe
- Distrito de Arrauda
- Distrito de Arma
- Distrito de Saíde
- Distrito de Ataque
- Distrito de Baiã
- Distrito de Dar
- Distrito de Habã
- Distrito de Hatibe
- Distrito de Jardã
- Distrito de Maifá
- Distrito de Merca Alulia
- Distrito de Merca Sufla
- Distrito de Niçabe
- Distrito de Rudum
- Distrito de Uçailã